# Cixius perpendicularis
Cixius perpendicularis är en insektsart som beskrevs av Tsaur 1991. Cixius perpendicularis ingår i släktet Cixius och familjen kilstritar. Inga underarter finns listade i Catalogue of Life.